# Готьє Капюсон
Готьє Жан Капюсон (фр. Gautier Capuçon, 3 вересня 1981, Шамбері, Овернь-Рона-Альпи, Франція) — французький віолончеліст, брат скрипаля Рено Капюсона та піаністки Од Капюсон. Він грає на віолончелі видатного італійського майстра струнних музичних інструментів Маттео Гоффріллера з 1701 року.

## Біографія
Родина Капюсонів походить з муніципалітету комуни Ле-Шапель в департаменті Савоя. Готьє Жан Капюсон народився в Шамбері на південному сході Франції, як наймолодший із трьох братів.
Вчитися грати на віолончелі малий Готьє почав у віці чотирьох років, на фортепіано — семирічним. Перші музичні нагороди за гру на віолончелі та фортепіано здобув у рідному місті, де навчався в Національній школі музики Шамбері. Педагог Анні Коше-Закін, яка почула там його гру, забрала з собою до Національної консерваторії паризького регіону (Conservatoire national de région, CNR), яку він закінчив у 1997 році з першою премією. Нада́лі він удосконалював свої навички музиканта у Філіпа Мюллера в Паризькій вищій національній консерваторії музики й танцю (CNSMP), яку закінчив у 2000 році з першими нагородами в галузі віолончелі та камерної музики. 
Своє навчання Готьє Капюсон закінчив у австрійського віолончеліста та диригента Генріха Шиффа у Віденському університеті музики й виконавського мистецтва. Він здобув нагороди на кількох міжнародних конкурсах, зокрема отримав Першу Гран-прі на Міжнародному конкурсі Андре Наварри в Тулузі.
Готьє Капюсон є також успішним піаністом. Гру на фортепіано вивчав у педагога Паризької вищої національної консерваторії музики й танцю — Крістофа Еджіціано (Christophe Egiziano). Готьє часто для розваги любить грати джаз.
Як педагог, Готьє Капюсон працює з молодими віолончелістами в класі вдосконалення Фонду Луї Віттона (Classe d'Excellence de Fondation Louis Vuitton).

## Сім’я
У вересні 2007 року він одружився з віолончелісткою Дельфіною Борсарелло, другою з шести дітей скрипаля Жана-Люка Борсарелло. Пара познайомилася ще в підлітковому віці. Вони батьки двох дочок – Фе та Сісі.

## Конкурси
- Перша премія з віолончелі в Шамбері (1995)
- Перша премія за фортепіано в Шамбері (1996)
- Перша премія Міжнародної музичної академії Моріса Равеля, Сен-Жан-де-Люз (1998)
- 2-а премія на Міжнародному конкурсі віолончелистів у Крайстчерчі в Новій Зеландії (1999)
- Перший головний приз на Міжнародному конкурсі Андре Наварри в Тулузі (1999)
- Вікторія де ля Музік «Новий талант року» (2001)
- ECHO Klassik Preis (Категорія: Молодий артист року), Німеччина (2004)
- ECHO Klassik Preis (Категорія: Запис року концерту), Німеччина (2010/2011)

## Дискографія

### Альбоми
- 2002 : Ravel : Фортепіанне тріо, соната для скрипки та фортепіано, соната для скрипки та віолончелі, посмертна соната. (Рено Капюсон, Франк Брале[fr]. Virgin Classics).
- 2003 :  Face à face, Дует для віолончелі та скрипки Золтана Кодая, Ервін Шульгофф, Гендель, Ерік Тангі[fr] … (Рено Капюсон. Virgin Classics).
- 2004 :  Brahms :  Les Trios pour piano, violon & violoncelle. Avec Renaud Capuçon, Nicholas Angelich. 2CD Virgin Classics.
- 2004 : Haydn : Concertos pour violoncelle. Avec le Mahler Chamber Orchestra & Daniel Harding. Virgin Classics.
- 2004 : Saint-Saëns : Le Carnaval des animaux, Septuor, Fantaisie pour violon et harpe. Avec Emmanuel Pahud, Renaud Capuçon, Paul Meyer, Esther Hoppe, Michel Dalberto, Frank Braley, Béatrice Muthelet, David Guerrier, Janne Saksala, Florent Jodelet, Marie-Pierre Langlamet. Virgin Classics.
- 2004 : Schubert : Quintette pour piano & cordes « La Truite », Variations sur Trockne Blumen (« Fleurs séchées »). Avec Renaud Capuçon, Gérard Caussé, Aloïs Posch, Frank Braley. CD Virgin Classics.
- 2006 : Inventions, Duos pour violon & violoncelle de Bach, Hanns Eisler, Karol Beffa, Béla Bartók, Gideon Klein, Bohuslav Martinů, Fritz Kreisler…. Avec Renaud Capuçon. Virgin Classics.
- 2007 : Brahms : Double concerto pour violon & violoncelle, Quintette pour clarinette & cordes. Avec Renaud Capuçon, Gustav Mahler Jugendorchester et Chung Myung-whun, Paul Meyer, Quatuor Capuçon. Virgin Classics.
- 2007 : Schubert : Les Trios pour piano, violon & violoncelle, Sonatensatz (« Mouvement de sonate »), Notturno. Avec Renaud Capuçon, Frank Braley. 2CD Virgin Classics.
- 2008 : Brahms : Les Quatuor pour piano & cordes. Avec Renaud Capuçon, Gérard Caussé, Nicholas Angelich. 2CD Virgin Classics.
- 2008 : Rhapsody - Prokofiev, Rachmaninov : Sonates pour violoncelle & piano. Avec Gabriela Montero. Virgin Classics.
- 2009 : Dvořák, Herbert : Concertos pour violoncelle. Avec l’Orchestre Symphonique de la Radio de Francfort & Paavo Järvi. Virgin Classics.
- 2010 : Prokofiev : Symphonie concertante, Tchaïkovski : Variations rococo. Avec l’Orchestre du Théâtre Mariinsky, Valery Gergiev. Virgin Classics.
- 2011 : Fauré : La musique de chambre pour instruments à cordes et piano. Avec Renaud Capuçon, Gérard Caussé, Quatuor Ébène, Nicholas Angelich, Michel Dalberto. 5CD Virgin Classics.
- 2013 : Arpeggione - Sonates pour Arpeggione et piano de Schubert, Debussy, Britten, Schumann. Avec Frank Braley. Erato.

## Фільмографія
- 2020 : «Готьє Капюсон: літо у Франції» / (Gautier Capuçon : un été en France) — документальний фільм режисера Домініка Фійоля (Dominique Filhol) тривалістю 54 хв про концертний тур Готьє Капюсона влітку 2020 року в нетипових місцях, відкритих для всіх, у супроводі його дружини та двох дочок від Лон-ле-Соньє в департаменті Журі через Пеннотьє в Од до Мон-Сен-Мішель в Манші. [8]